# Torres del Carrizal (kommunhuvudort)
Torres del Carrizal är en kommunhuvudort i Spanien.   Den ligger i provinsen Provincia de Zamora och regionen Kastilien och Leon, i den centrala delen av landet, 210 km nordväst om huvudstaden Madrid. Torres del Carrizal ligger 648 meter över havet och antalet invånare är 500.
Terrängen runt Torres del Carrizal är huvudsakligen platt. Torres del Carrizal ligger nere i en dal. Runt Torres del Carrizal är det ganska glesbefolkat, med 26 invånare per kvadratkilometer. Närmaste större samhälle är Zamora, 13,7 km söder om Torres del Carrizal. Trakten runt Torres del Carrizal består till största delen av jordbruksmark.